# Wilhelm Nöldeke (Diplomat)
Wilhelm Nöldeke (* 28. Juni 1889 in Menzlin, Vorpommern; † 8. Oktober 1971 in Bonn) war ein deutscher Diplomat, Generalkonsul in Kattowitz (1934–1939) und Botschafter in Dänemark (1951–1954).

## Leben und Wirken
Wilhelm Nöldeke studierte Rechtswissenschaft und promovierte 1912 an der Universität Rostock. Seine juristischen Staatsexamen legte er 1911 und 1914 ab. Zunächst war er als Rechtsassessor bzw. Staatsanwalt in Hamburg tätig. Bereits im September 1918 trat er in den Auswärtigen Dienst. Neben seiner Arbeit im Auswärtigen Amt in Berlin war er an der Deutschen Botschaft in Paris (1921), in Reval (1923) und am Vatikan (1926 bis 1928) tätig. Ab 1934 wirkte er als deutscher Generalkonsul in Kattowitz. Er war Leiter der deutschen Verhandlungsdelegation zur Umsiedlung der Volksdeutschen aus Bessarabien (1940) die am 22. Juli 1940 nach Moskau reiste.
Seit Juni 1951 war Nöldeke schließlich deutscher Botschafter in Kopenhagen. In dieser Funktion wirkte er bei den deutsch-dänischen Verhandlungen über die Minderheitenrechte im Grenzland Schleswig mit, die zu den Bonn-Kopenhagener Erklärungen vom 29. März 1955 führten.
1954 wurde ihm das Große Bundesverdienstkreuz mit Stern verliehen.

## Veröffentlichungen
- Das Prüfungsrecht des hamburgischen Richters gegenüber den Landesgesetzen und den Rechtsverordnungen der Landesbehörden. Berngruber & Henning, Hamburg 1912 (= Dissertation Universität Rostock).
- (mit Erich Kraske): Handbuch des auswärtigen Dienstes. Mohr, Tübingen 1957.